# Un drame sous Napoléon
Pour plus de détails, voir Fiche technique et Distribution.
Un drame sous Napoléon est un film muet français réalisé par Gérard Bourgeois, sorti en 1921.
Le film est une adaptation du roman d'Arthur Conan Doyle L'Oncle Bernac publié en 1897. Le roman raconte les aventures de Louis de Laval, un Français issu d'une famille expatriée qui part rejoindre en France son oncle Charles Bernac et intègre la cour de Napoléon Ier. L'intrigue met également en scène le lieutenant Étienne Gérard (futur brigadier) — personnage récurrent créé par Arthur Conan Doyle, apparaissant dans 17 nouvelles et un roman (L'Oncle Bernac) — , un hussard français de l'armée napoléonienne, héros de récits mêlant événements historiques et humoristiques, dans lesquels ce brigadier téméraire, fanfaron, vaniteux et incorrigible coureur de jupons se fait passer pour le meilleur soldat et séducteur de son pays, mais qui apparaît ici comme un personnage secondaire de l'intrigue.   

## Synopsis
L'histoire se déroule au au printemps 1805. Louis de Laval, un jeune royaliste réfugié depuis treize ans en Angleterre, se rend en France à la demande de son oncle Bernac, pour se réconcilier avec la branche de sa famille restée en France. Il offre ses services à Napoléon, qui séjourne au camp de Boulogne, pour préparer l'armée d'invasion. Il surprend un complot contre l'Empereur ourdi par des espions de Nelson qui le font prisonnier. Il est sauvé par son oncle, qui souhaite qu'il épouse sa fille, Sibylle. Louis refuse, car il est fiancé en Angleterre avec Eugénie de Choiseul, ce qui rend son oncle furieux, et réjouit sa cousine Sibylle, qui est amoureuse d'un des comploteurs (…)

## Fiche technique
- Titre original : Un drame sous Napoléon
- Titre anglophone (États-Unis) : Uncle Bernac
- Réalisation : Gérard Bourgeois
- Scénario : d'après le roman L'Oncle Bernac d'Arthur Conan Doyle
- Producteur : Serge Sandberg
- Société de production : Société Française des Films et Cinématographes Eclair, Interexchange
- Société de distribution : Union-Eclair-Location (U.E.L.)
- Pays d'origine :  France
- Langue : film muet avec les intertitres  en français
- Format : Noir et blanc — 35 mm — 1,33:1 — Muet
- Métrage : 2 000 mètres (8 bobines)
- Genre : Film dramatique, Film historique
- Durée : 66 minutes et 40 secondes
- Dates de sortie : 
  -  France : 27 mai 1921

## Distribution
- Émile Drain : Napoléon
- Germaine Rouer : Sybille Bernac
- Francine Mussey : Eugénie de Choiseul
- Paul Jorge : Talleyrand
- Anthony Gildès : le duc de Choiseul
- Rex Davis : Louis de Laval
- Chaumont : l'Oncle Bernac
- Yvonne Miéris : l'impératrice Joséphine
- Nadette Darson : Jeanne Portel
- Fernande Cabanel : le brigadier Gérard
- Rensy : le général Savary
- Louis Zellas : Toussac
- André Volbert : Simpson
- Pierre Delmonde : John Fairley
- Marcel Delaître
- Pierre Almette : Lucien Lesage
- Zarrié

## À noter
- Réalisée dès décembre 1920 aux studios d'Épinay-sur-Seine et en extérieurs dans les marécages de la Somme, cette production a été adaptée partiellement par Conan Doyle lui-même, d’après son roman.

## Note critique
- « Il faut ou bien ne pas faire de drame historique à grande figuration, ou bien faire les frais de cette figuration. Il faut si l'on s'attaque à l'histoire de France ne pas aller chercher un sujet dans un médiocre roman d'un médiocre romancier anglais. Il ne faut pas écraser de malheureux comparses sous les noms de Napoléon, de Savary ou de Lassalle, et ne pas nous montrer un général de division, aide de camp de l'Empereur, aller en personne arrêter un malfaiteur à la tête de quatre hussards conduits par un colonel. Si M. Bourgeois avait évité ces diverses erreurs, il aurait pu faire un très bon film, et chacun aura plaisir à voir les marais où clapotent les cavaliers, les rues du vieux Boulogne, le moulin au clair de lune et certains coins de forêt. » (L.L., Critique parue dans Cinéa du 27 mai 1921, p. 6)